# El Barrito
El Barrito è un comune (corregimiento) della Repubblica di Panama situato nel distretto di Atalaya, provincia di Veraguas. Si estende su una superficie di 23,9 km² e conta una popolazione di 899 abitanti (censimento 2010).